# Provincia de Herat
Herat (persa: هرات) es una de las 34 provincias de Afganistán. Se encuentra en la región occidental del país. 
Algunas ciudades importantes son: Awbeh, Eslām Qalʿeh, Ġūrīān, Karuh, Kūhestān, Kūšk, Qarabāġ, Tawraġudi, Tir Pol y Zendejān.

## Historia
La provincia fue uno de los primeros campos de batalla más grandes en la guerra de Afganistán (1978-1992), y seguidamente un área activa guerrillera durante todo, con el comandante militar local y muyahid Ismail Khan, quien lideró la oposición armada al gobierno comunista desde 1979 hasta su retirada en 1989 (véase el artículo de la ciudad de Herat para más detalles). Cuando se retiraron los soviéticos, Ismail Khan se convirtió en el gobernador de la provincia, una posición que quedó hasta que el régimen Talibán tomara el control total de la provincia en 1995. Seguido por la expulsión de los talibanes en el 2001 por los Estados Unidos y las fuerzas de coalición como también por la Alianza del Norte, Khan otra vez se convirtió en el gobernador de Herat. (Ver Guerra en Afganistán de 2001).
La provincia fue gobernada más o menos autocráticamente por Khan, a pesar de algunos intentos por el gobierno interino central (encabezado por Hamid Karzai) de debilitar al hombre fuerte en el poder local. El gobierno de Khan ha generado alguna controversia, aunque Herat ha permanecido en gran parte libre de la violencia que ha plagado otras regiones de la Afganistán post-Talibán.
En marzo del 2003, el Departamento de Dotación y Asuntos Islámicos del gobierno provincial, comenzó con restringir las medidas de los vicios no-Islámicos, el 1 de marzo se prohibió la venta y producción pública de películas y la interpretación de música en público, y el 5 de marzo se prohibió la exhibición total de las películas, como también la posesión y venta de antena parabólicas.
La Radio Afganistán Libre (una extensión de Radio Europa Libre, programa de los Estados Unidos) reportó negativamente en estos términos, negando que las restricciones fueron muy similares a estos que fueron aplicados por los talibanes, y lo describieron como una medida a espaldas por la provincia. Khan reaccionó indignado por estos reportes, como también algunas citas a violaciones a los derechos humanos en la provincia, calificando a los reporteros de la Radio Afganistán Libre (quienes fueron afganos) "traidores". El 19 de marzo de 2003, Ahmad Behzad, uno de los reporteros de la Radio Afganistán Libre que denunció, fue supuestamente golpeado y detenido por órdenes de Khan. El 21 de marzo, Khan cuestionó con declaración amenazante diciendo, "estos afganos de nuestra ciudad, a través de la BBC y la Radio Azadi, dañan la dignidad de nuestro pueblo...Yo debo hablarles a ellos, iguales a que hemos servido a los rusos y que se benefician de ellos, ellos nos reciben con el mismo fin".
Una guerra verbal de palabras seguida, con una protesta de periodistas locales indignados de que marquen una amenaza el uso de la violencia en contra de los disidentes periodistas. El presidente Karzai emitió varias declaraciones en gran parte con los periodistas y expresó su preocupación a esta situación. Esto culminó en que Khan ordenó a Behzad a abandonar la provincia permanentemente, a pesar de ser originario de la ciudad de Herat. Los periodistas respondieron con un cese de reportar noticias en protesta, comenzando el 24 de marzo (seguido por la Radio Afganistán Libre de los Estados Unidos, los servicios de la BBC de Reino Unido, los servicios Dari de Irán, y un número de ediciones de periódicos locales y revistas de noticias semanales). El 28 de marzo, Behzad se entrevistó con el presidente Karzai, quien de nuevo expresó su ayuda por los periodistas y se preocupó por la situación que afecta la reconstrucción de Herat y daña el gobierno transicional.
Khan cedió, alegando que ha estado siempre ayudando la libertad periodística, y marcando un incidente total como un malentendido. El anunció una declaración diciendo, "el reciente evento que ocurrió fue el resultado de un malentendido, y espero que no suceda de nuevo. Nosotros no estamos en contra de cualquier afgano o periodista extranjero, y los reporteros pueden estar seguros de su seguridad en nuestra ciudad, y pueden reportear en este país cualquiera como ellos desean". Behzad retornó a Herat el 3 de abril de 2003, y los medios locales reanudaron sus publicaciones.

## Gobierno
El actual gobernador de la provincia es Mohammad Asif Rahimi, un antiguo ministro de Agricultura en 2008 y 2015.

## Distritos

Mapa de Herat y sus distritos.

Los distritos de la provincia de Herat son:
- Adraskan
- Chishti Sharif
- Farsi
- Ghoryan
- Gulran
- Guzara
- Hirat
- Injil
- Karukh
- Kohsan
- Kushk
- Kushki Kuhma
- Obe
- Pashtun Zarghun
- Shindand
- Zinda Jan